# Spur der Kohle
Unter der Überschrift Die Spur der Kohle werden fünf Bergbauwanderwege im südlichen Ruhrgebiet auf dem Gebiet der Stadt Sprockhövel zusammengefasst. Einige Abschnitte führen auch über Gebiete der angrenzenden Städte Hattingen und Witten.

## Wanderwege
- Route 1: Deutschland-Bergbauwanderweg
- Route 2: Bergbauwanderweg Alte Haase Nord
- Route 3: Bergbauwanderweg Alte Haase Süd
- Route 4: Herzkämper-Mulde-Weg
- Route 5: Pleßbachweg